# Altevir de Araújo
Altevir Silva Filho de Araújo (* 23. Dezember 1955) ist ein ehemaliger brasilianischer Sprinter und Weitspringer.
1979 gewann er bei den Panamerikanischen Spielen in San Juan Bronze in der 4-mal-100-Meter-Staffel und wurde jeweils Vierter über 200 Meter und im Weitsprung. Beim Weltcup in Montreal siegte er mit der amerikanischen Mannschaft in der 4-mal-100-Meter-Staffel, und bei den Südamerikameisterschaften in Bucaramanga gelang ihm ein Doppelsieg über 100 und 200 Meter.
Bei den Olympischen Spielen 1980 in Moskau wurde er Achter in der 4-mal-100-Meter-Staffel und erreichte über 200 Meter das Viertelfinale.
1981 holte er bei den Südamerikameisterschaften in La Paz Silber über 100 Meter.

## Persönliche Bestleistungen
- 100 m: 10,28 s, 12. Oktober 1979, Santiago de Chile
- 200 m: 20,43 s, 12. September 1979, Mexiko-Stadt
- Weitsprung: 7,87 s, 30. September 1978, Rio de Janeiro